# Konesin
Konesin je steroidni alkaloid prisutan u brojnim biljnim vrstama iz Apocynaceae familije, uključujući Holarrhena floribunda,  i Funtumia elastica, neke od kojih se koriste u tradicionalnom travarstvu kao tretman za amebnu dizenteriju. On deljuje kao histaminski antagonist, koji je selektivan za H3 receptor.